# Зелена вулиця (Житомир)
Зелена вулиця — вулиця в Богунському районі міста Житомира.

## Розташування
Знаходиться на Богунії. З'єднує вулиці Героїв Базару та Митрополита Андрея Шептицького.

## Історія
Вулиця сформувалася з дороги, що з кінця ХІХ століття пролягала вздовж південної межі Врангелівських дач. Садибна забудова вулиці сформувалася переважно у 1950-х — 1960-х роках. Садиби з північного боку вулиці будувалися на місці колишніх дачних ділянок. Вулиця отримала назву у 1956 році.